# Yatsushiro-See
Die Yatsushiro-See (japanisch 八代海 Yatsushiro-kai) ist eine Bucht des Pazifischen Ozeans bei der japanischen Insel Kyūshū.
Ein anderer Name ist Shiranuhi-See (不知火海, Shiranuhi-kai), auch Shiranui-See genannt, was sich auf die nächtlichen Leuchterscheinungen bezieht – die Schriftzeichen bedeuten „unbekannte Lichter“. Diese stammen von Luftspiegelungen von Lichtern die zum Anlocken der Fische benutzt werden (isaribi).
Der Chemiekonzern Chisso leitete quecksilberhaltige Industrieabfälle in das Gewässer, was 1956 zum Auftreten der Minamata-Krankheit führte.

## Geographie
Im Westen bestehen zwei Meerengen mit dem Ostchinesischen Meer, wobei dessen Meeresgebiet an dieser Stelle auch Amakusa-nada (天草灘) genannt wird:
- Kuro-no-seto (黒之瀬戸, 32° 5′ 50″ N, 130° 10′ 20″ O) zwischen Kyūshū und Nagashima, die an ihrer engsten Stelle 350 m breit ist, sowie
- Nagashima-kaikyō (長島海峡) bzw. Nagashima-seto (長島瀬戸, 32° 12′ 0″ N, 130° 5′ 0″ O) zwischen Nagashima und Shimoshima.

Im Nordwesten wird die Bucht von den Amakusa-Inseln und im Norden von der Uto-Halbinsel (宇土半島, Uto-hantō) begrenzt. Jenseits dieser beiden liegt die Ariake-See, zu der Verbindung über folgende Meerengen besteht:
- Hondo-seto (本渡瀬戸, 32° 26′ 15″ N, 130° 12′ 30″ O) zwischen Shimoshima und Kamishima, die an ihrer engsten Stelle 50 m breit ist;
- Michigoe-no-seto (満越ノ瀬戸, 32° 32′ 50″ N, 130° 25′ 0″ O) zwischen Kamishima und Ōyano-jima;[4]
- Sankaku-no-seto (三角ノ瀬戸, 32° 37′ 0″ N, 130° 27′ 20″ O) zwischen Ōyano-jima und der Uto-Halbinsel.

Im Nordosten befindet sich die Yatsushiro-Ebene (八代平野, Yatsushiro-heiya), in der sich die Stadt Yatsushiro befindet, ansonsten ist die Ostküste vom Kyūshū-Bergland (九州山地, Kyūshū-sanchi) geprägt. Im Süden befindet sich eine weitere Ebene.
Die Ausdehnung beträgt 15 Kilometer in Ost-West- und 70 Kilometer in Nord-Süd-Richtung. Zudem ist die Bucht mit 50 Metern Tiefe vergleichsweise seicht.

## Gemeinden
Die Präfekturen und Gemeinden an der Küste im Uhrzeigersinn vom Westen aus gezählt sind:
- Präfektur Kumamoto
  - Amakusa
  - Kami-Amakusa
  - Uki
  - Hikawa
  - Yatsushiro
  - Ashikita
  - Tsunagi
  - Minamata
- Präfektur Kagoshima
  - Izumi
  - Akune
  - Nagashima